# Fossorochromis rostratus
Fossorochromis rostratus är en fiskart som först beskrevs av Boulenger, 1899.  Fossorochromis rostratus ingår i släktet Fossorochromis och familjen Cichlidae. IUCN kategoriserar arten globalt som livskraftig. Inga underarter finns listade i Catalogue of Life.